# Peach Momoko
Peach Momoko (Kumagaya, 25 febbraio ...) è un'artista giapponese.

## Biografia
Peach Momoko è nata nella prefettura di Saitama in Giappone. Da bambina ha vissuto nelle città di Kumagaya e Gyōda. Suo padre ha frequentato una scuola di fotografia e gli piaceva dipingere, e suo nonno era un pittore a olio.
Momoko iniziò a disegnare non appena fu in grado di tenere in mano un pastello. Frequentò una scuola di progettazione di videogiochi, durante la quale si rese conto che voleva intraprendere la carriera di illustratrice. Ideato durante i suoi anni alla scuola d'arte, lo pseudonimo Peach Momoko fu il risultato di un'artista che "scherzava" con alcuni dei suoi amici. Nel 2009 utilizzò lo pseudonimo Peach Momoko per una mostra in Giappone e continuò a usare il nome nell'estate del 2010 quando si trasferì a Portland, nell'Oregon.
Momoko tornò in Giappone intorno a settembre 2013. A giugno 2021 viveva con suo marito e direttore artistico, Yo Mutsu (giapponese:陸奥陽), e il loro cane, Momo.

## Carriera
Sebbene affermi che nessuna influenza specifica l'abbia ispirata a diventare un'artista, Momoko ammette che è stato quando ha visto le opere di Atsushi Kaneko quando era una studentessa delle superiori che ha deciso di diventare un'illustratrice.
Nel 2008, Momoko fu invitata a partecipare a una mostra collettiva in una galleria che si sarebbe tenuta in America nel mese di giugno di quell'anno.  Era titubante ad accettare, poiché avrebbe dovuto lasciare il suo lavoro presso la casa editrice per rimanere negli Stati Uniti per un mese.  Nel 2010, Momoko e suo marito collaborarono a un murale di pittura dal vivo alla Peoples Art of Portland Gallery. Nel 2013, Momoko iniziò a mettere la sua arte su magliette, notando che questo sarebbe stato un mezzo per i collezionisti di acquistare il suo lavoro a un prezzo più conveniente.  Nell'aprile 2014, partecipa alla sua prima mostra in una galleria europea, la vetrina multi-artista "1st NSK Folk Art Biennale: NSK: Past - Present – Future // 1984 – 2014 – 2045" organizzata da Neue Slowenische Kunst a Lipsia, in Germania.
Dopo essersi diplomata alla scuola d'arte, Momoko è stata una redattrice di una rivista pornografica e ha pubblicato delle illustrazioni non accreditate nella sezione oroscopo di un numero del 2008 della rivista femdom Sunaipā Eve (giapponese:スナイパー Eve, lett. trad. Sniper  Eve) .  Considera il suo primo lavoro di fumetti pubblicato le illustrazioni per i numeri dell'inverno 2013 e della primavera 2014 della rivista Girls and Corpses.
All'inizio del 2015, Momoko ha partecipato alle sue prime convention giapponesi, il mercato dei manga Comitia e l'Artism Market orientato all'arte. Nell'ottobre 2015, ha avuto il suo primo contatto con le convention di fumetti quando si è unita al proprietario di Girls and Corpses, Robert Steven Rhine, al Comikaze, dove l'ha presentata a un editore di Heavy Metal.  In seguito, Momoko è stata invitata a partecipare alla mostra d'arte del 40° anniversario di Heavy Metal e ha incontrato Grant Morrison e altri editor della rivista che si sono offerti di pubblicare racconti brevi scritti e illustrati da lei, dando vita a brevi articoli che sono apparsi nei numeri 288 e 290.  Momoko ha definito questi pezzi come "arte in stile pin-up sequenziale di racconti brevi".
Nell'agosto 2016, Momoko ha partecipato al progetto annuale di arte pubblica Forest for the Trees di Portland, creando un murale al Cider Riot (807 NE Couch Street). Nel 2017, per commemorare il quindicesimo anno di Miyavi come artista solista, Momoko è stata selezionata per creare un design ufficiale per una maglietta per il musicista. Nel 2018, Momoko ha collaborato con il marchio di lifestyle HVYBLK su una maglietta che era disponibile all'Anime Expo di quell'anno. Nello stesso anno, Momoko ha creato magliette ufficiali per la serie televisiva giapponese Moon Mask Rider (月光仮面, Gekkō Kamen ) e Red Baron (レッドバロン, Reddo Baron ).
Nel 2018 ha creato l'illustrazione di copertina per l'uscita tedesca in Blu-ray + DVD " Mediabook " del film splatter giapponese Kodoku: Meatball Machine.  Quell'anno ha partecipato a diverse mostre e convention di belle arti, tra cui Armageddon Expo (Nuova Zelanda), Chicago Comic & Entertainment Expo (USA), Emerald City Comic Con (USA), Fantasy Basel (Svizzera), Lucca Comics & Games (Italia), Monsterpalooza (USA), New York Comic Con (USA) e Singapore Comic Con (Singapore).  Ha anche partecipato al Silicon Valley Comic Con nell'aprile di quell'anno.
Il fumettista Adi Granov ha introdotto Momoko alla Marvel Comics e l'ha aiutata a entrare nell'industria dei fumetti. La prima illustrazione di fumetti di Momoko per un grande editore è stata una copertina variant per Marvel Rising #1 della Marvel Comics (marzo 2019).  Momoko ha contribuito con undici illustrazioni per il set base della serie di carte collezionabili Upper Deck Flair Marvel del 2019 e ha illustrato l'intero set base di 90 carte della serie di carte collezionabili Upper Deck Marvel Anime del 2020. 
Verso la fine del 2020, Momoko ha firmato un accordo esclusivo con la Marvel come parte della formazione di artisti emergenti Stormbreakers della Marvel. Tuttavia, le è stato permesso di concludere i suoi accordi precedenti e continua a fornire copertine varianti per vari titoli di proprietà del creatore.
Nel 2021, la Marvel Comics ha lanciato la serie Demon Days di Momoko, creando quella che l'artista ha definito la sua "Momoko-verse", un'ambientazione che ha reinventato i personaggi dei supereroi dell'azienda all'interno della cornice dei racconti popolari giapponesi. Demon Days è stato pubblicato come una serie di cinque numeri one-shot prima di essere raccolto come tascabile commerciale nel maggio 2022. Nell'aprile 2022 è stato annunciato un sequel di Demon Days, intitolato Demon Wars , che adatta la trama della Civil War della Marvel all'interno della cornice del Momoko-verse.
Nell'ottobre 2022 fa la sua prima apparizione al New York Comic Con. La fila per i suoi autografi gratuiti era la più lunga tra tutti gli artisti in visita e l'elevata richiesta della sua firma provocò un conflitto tra i rivenditori che erano in competizione in coda prima dell'apertura dello spettacolo l'ultimo giorno. Momoko è stata costretta ad abbandonare il suo tavolo e ad annullare le firme per alleviare il conflitto.
Nell'ottobre 2023 al New York Comic Con la Marvel ha rivelato che, in seguito alla conclusione di Ultimate Invasion e alla creazione di un nuovissimo Ultimate Universe, il fumetto Ultimate X-Men sarebbe stato lanciato nel marzo 2024, scritto e illustrato dall'artista giapponese.

## Stile artistico

### Estetico
La sua estetica è stata paragonata al fenomeno culturale bishōjo ("bella ragazza") in Giappone, sebbene utilizzi questa immagine per "fondere il potere di una ragazza con la sua follia interiore, le armi e la propaganda".
Momoko preferisce raccontare storie che coinvolgono samurai, fiabe giapponesi, situazioni oniriche e i problemi reali degli adolescenti.  All'inizio della sua carriera, ha scelto di "illustrare solo le donne nelle mie opere d'arte", notando come l'osservatore "non possa dire dalle espressioni se sono morte o se sono vive". Momoko spesso immagina il suo lavoro a colori ma disegna in bianco e nero, concentrandosi sull'equilibrio e sul contrasto tra luce e ombra.  Dopo aver vissuto negli Stati Uniti, i primi lavori di Momoko hanno introdotto "molti simboli e implicazioni storiche, sociali[,] ed economiche sul Giappone" al fine di fornire "una prospettiva giapponese sulla società giapponese".
Nel giugno 2015 ha dichiarato di essere indecisa se fosse un'illustratrice o una pittrice, il che la portò a chiedersi "chi sono [come artista], ma ora penso che vada bene". All'inizio della sua carriera professionale, il lavoro di Momoko è stato attribuito come ispirato al design pubblicitario giapponese dei primi del XX secolo filtrato attraverso un oscuro senso dell'umorismo. I suoi motivi principali di questo periodo sono noti per il contrasto tra le immagini di donne e la morte.
Mentre continuava a lavorare nei fumetti americani, il suo approccio all'immaginario femminile cominciò a fondere diverse qualità della femminilità: "Quando provo a disegnare una posa o una situazione erotica, finisce per diventare più una questione di sicurezza e forza del personaggio, quindi immagino che quelle qualità siano le stesse ai miei occhi".

### Ispirazioni
Momoko ha dichiarato che la sua arte è principalmente ispirata da diversi generi del cinema giapponese, in particolare horror, militari e film rosa, così come da vari stili di musica. Trae ispirazione anche dal lavoro di linea dei tatuatori. Fin dalla sua infanzia, sente di essere stata fortemente influenzata dalla visione dei film dello Studio Ghibli.
Prima di vivere negli Stati Uniti, apprezzava lo stile dei fumetti americani e non apprezzava la maggior parte degli stili artistici giapponesi, ma cambiò idea mentre viveva fuori dal Giappone.  A quel tempo, iniziò ad apprezzare l'arte popolare giapponese degli anni '60 e '70.  Nel 2018, Momoko credeva di "non avere uno stile [artistico] definito" in quanto avrebbe potuto limitare la sua portata di clienti, ma credeva di essere ispirata dalla nostalgia giapponese e dal design pubblicitario dagli anni '60 agli anni '80.